# جائزة مؤسسة خوسيه مانويل لارا
جائزة مؤسسة خوسيه مانويل لارا (بالإسبانية: Premio Fundación José Manuel Lara)‏ جائزة أدبية خاصة سنوية تمنحها المُؤسسة التي تحمل الاسم نفسه والقابعة في إشبيلية مع اثني عشر ناشرًا في إسبانيا وهم ألجايدا، آناجراما، ديستينو، إسباسا، لينجوا دي ترابو، موندادوري، بلانيتا، بلاثا إيه خانيس، بريتكستوس، سييس بارال، سيرويلا وتوسكيتس لمُكافأة أفضل رواية منشورة باللغة الإسبانية. حيث مُنحت لأول مرة عام 2002 وكانت تُسلم بمقر المُؤسسة في إشبيلية. على عكس الجوائز الأخرى، كانت تُمنح هذه الجائزة لأفضل رواية العام والتي نُشرت في العام السابق وكانت تبلغ قيمتها 150 ألف يورو، إلا أنها كانت توؤل للترويج للعمل الفائز وليس للمؤلف.

## حائزو جائزة مؤسسة خوسيه مانويل لارا
| Año  | Novela ganadora                     | Autor              | Novelas finalistas | Autores                                                                           |
| ---- | ----------------------------------- | ------------------ | --- | --------------------------------------------------------------------------------- |
| 2002 | El cielo raso                       | ألبارو بومبو       | Soldados de Salamina Romanticismo La aventura del tocador de señoras Lo real                                                   | Javier Cercas Manuel Longares Eduardo Mendoza Belén Gopegui                       |
| 2003 | El arpista ciego                    | Terenci Moix       | Los aires difíciles Sangre a borbotones Tu rostro mañana El mal de Montano                                                     | ألمودينا جرانديس Rafael Reig خافيير مارياس إنريكي فيلا-ماتاس                      |
| 2004 | Veinte años y un día                | جورج سمبران        | El tiempo de las mujeres Jardines de Kensington Las trece rosas Los amigos del crimen perfecto                                 | اجناسيو مارتينيز Rodrigo Fresán خيسوس فيريرو أندريس ترابييو                       |
| 2005 | Al morir Don Quijote                | أندريس ترابييو     | 2666 Memorias de mis putas tristes Castillos de cartón La mosca soldado                                                        | روبرتو بولانيو غابرييل غارثيا ماركيث ألمودينا جرانديس Marcio Veloz Maggiolo       |
| 2006 | Doctor Pasavento                    | إنريكي فيلا-ماتاس  | La velocidad de la luz Una palabra tuya Canciones de amor en Lolita's Club Un encargo difícil                                  | Javier Cercas إلبيرا ليندو خوان مارسيه بيدرو ثارالوكي                             |
| 2007 | Mauricio o las elecciones primarias | Eduardo Mendoza    | Santo Remedio El coleccionista de almas perdidas La voz interior Últimas conversaciones con Pilar Primo En el nombre del cerdo | Rafael Courtoisie Irene Gracia Darío Jaramillo Antonio Prometeo Moya Pablo Tusset |
| 2008 | El corazón helado                   | ألمودينا جرانديس   | Mundo maravilloso La loca de Chillán El padre de Blancanieves Los príncipes valientes                                          | Javier Calvo Aquilino Duque Belén Gopegui Javier Pérez Andújar                    |
| 2009 | El país del miedo                   | إسحاق روزا كاماتشو | Paraíso inhabitado La familia de mi padre Sal El comienzo de la primavera                                                      | آنا ماريا ماتوته Lolita Bosch Manuel García Rubio Patricio Pron                   |